# Przebendów
Przebendów – wieś w Polsce, położona w województwie podkarpackim, w powiecie mieleckim, w gminie Wadowice Górne.
| SIMC    | Nazwa      | Rodzaj     |
| ------- | ---------- | ---------- |
| 0834975 | Bożówka    | osada      |
| 0834981 | Florówka   | przysiółek |
| 0834969 | Lisiakówka | część wsi  |
| 0834998 | Podlesie   | przysiółek |

W latach 1975–1998 miejscowość administracyjnie należała do województwa tarnowskiego.